# IC 4808
IC 4808 је спирална галаксија у сазвјежђу Јужна круна која се налази на листи објеката дубоког неба у Индекс каталогу.
Деклинација објекта је - 45° 18' 51" а ректасцензија 19h 1m 7,5s. Привидна величина (магнитуда) објекта IC 4808 износи 12,3 а фотографска магнитуда 13,0. Налази се на удаљености од 53,050 милиона парсека од Сунца. IC 4808 је још познат и под ознакама ESO 282-3, IRAS 18574-4523, PGC 62686.